# استندون، هرتفوردشر
استندون (به انگلیسی: Standon) یک روستا و محله مدنی در بریتانیا است که در East Hertfordshire واقع شده‌است. استندون ۴٬۱۴۱ نفر جمعیت دارد.